# Šožma (rijeka)
Šožma (rus. Шожма) je rijeka u Njandomskom rajonu Arhangelske oblasti u Rusiji, lijevi pritok Moše. Duga je 54 km, s površinom porječja od 140 km2.
Rijeka istječe iz jezera Velika Šožma, prelazi željezničku prugu Arhangelsk-Moskva u blizini sela Šipahovski i prelazi selo, zatim teče prema sjeveru do sela Šožma, koje se nalazi na lijevoj obali, gdje skreće prema istoku. Šožma teče u općem smjeru sjeveroistoka. Još jedno naselje na obalama rijeke bilo je selo Kondratovskaja (s povijesnim nazivom "Selo Šožma") u srednjem toku rijeke. Kondratovskaja je sada pusta.